# رواية شوكولا
شوكولا هي رواية للكاتبة البريطانية جوان هاريس. وتدور أحداث الرواية في قرية فرنسية خيالية تحكمها عادات وتقاليد صعبة نوعا ما وتحاول أم وابنتها اللتان انتقلتا للعيش في هذه القرية في فترة الصيام أن يندمجا مع سكان القرية وتحاول الأم تغيير حياة سكان القرية مستغلة محل الشوكولا التي أنشأته. الرواية لاقت نجاحا كبيرا مما كان له أثر كبير في تحويل قصته إلى عمل سينمائي لاقى نجاح مماثل. نشرت الطبعة الأولى من الرواية في 4 مارس 1999.
أشارت هاريس إلى أن العديد من الشخصيات تأثرت بأفراد في حياتها.

## الماجع
1. ↑  "About the Book". Joanne Harris Website. مؤرشف من الأصل في 2007-06-11. اطلع عليه بتاريخ 2007-06-09. Contains comments by the author.